# Mecistogaster amazonica
Mecistogaster amazonica – gatunek ważki z rodziny łątkowatych (Coenagrionidae). Występuje na terenie Ameryki Południowej.

## Systematyka
Gatunek ten opisał Bror Yngve Sjöstedt w 1918 roku pod nazwą Mecistogaster amazonicus. Jako miejsce typowe wskazał rzekę Japurá w Amazonii. Takson ten bywał niekiedy synonimizowany z Mecistogaster buckleyi (obecnie Platystigma buckleyi).